# ウスヒラムシ
ウスヒラムシ（Notocomplana humilis）は、ヒラムシの一種。

## 特徴
薄い体に、茶色で、目のようなものが付いており、3cm程度のものが多い。
オオツノヒラムシのように毒はなく、触ることができる。
主に砂泥底や岩場、磯に生息する。

## 食性
アサリや蟹などを捕食するかなり肉食である。

## 人との関わり
逃げなければ飼育はできるが、磯部で捕まえた生き物を飼育中に稀に出現したりする。
釣り餌にも使われる。